# Luis Gil
Luis Gil est un joueur international américain de soccer, né le 14 novembre 1993 à Garden Grove (Californie, États-Unis). Il évolue au poste de milieu de terrain à l'Union Omaha (en) en USL League One.

## Biographie
Luis Gil intègre l'IMG Soccer Academy en 2008, le centre technique national US basé à Bradenton en Floride. Il signe un contrat Génération Adidas et rejoint la Major League Soccer à seulement seize ans en février 2010. Retenu par les Wizards de Kansas City via un processus de loterie, il est très rapidement transféré au Real Salt Lake où il réalise ses débuts en pro.
Il ne participe qu'à un match de coupe des États-Unis durant la première moitié de saison avant d'être prêté pour la fin de saison au AC St. Louis en USSF D2 Pro League.